# Swingfox
De swingfox is een dans die gebaseerd is op de basispassen van de foxtrot voor de beweging rond de vloer en op de figuren uit de discoswing voor de passen ter plaatse.
Er zijn geen vastgestelde regels en daarom kan men ook figuren en bewegingen uit andere dansen gebruiken, mits men ze aan de maatvoering aanpast. Het is geen stijldans en de houding mag los zijn. Omdat het een eenvoudige dans is, wordt hij steeds meer in dansscholen aangeleerd.